# Самарденкија (Удине)
Самарденкија је насеље у Италији у округу Удине, региону Фурланија-Јулијска крајина.
Према процени из 2011. у насељу је живело 843 становника. Насеље се налази на надморској висини од 64 м.